# 塞拉塔利亚达
塞拉塔利亚达是巴西伯南布哥州的一个市镇。总面积2965.3平方公里，总人口80294人，人口密度27.1人/平方公里。